# Dichostatoides flavopictus
Dichostatoides flavopictus är en skalbaggsart som först beskrevs av Max Quedenfeldt 1882.  Dichostatoides flavopictus ingår i släktet Dichostatoides och familjen långhorningar.
Artens utbredningsområde är:
- Angola.
- Gabon.
- Rwanda.

Inga underarter finns listade i Catalogue of Life.